# Laver Cup 2019
De Laver Cup 2019 was de derde editie van de Laver Cup, het continentale tennistoernooi tussen 2 teams, Team Europa en Team Wereld. Dit was de eerste editie dat de Laver Cup beschouwd wordt als een officieel toernooi op de ATP-kalender.

## Ploegen
| Team Europa                     | Team Europa |
| ------------------------------- | ----------- |
| Aanvoerder: Björn Borg          |             |
| Vice-aanvoerder: Thomas Enqvist |             |
| Speler                          | Rang        |
| Rafael Nadal                    | 2           |
| Roger Federer                   | 3           |
| Dominic Thiem                   | 5           |
| Alexander Zverev                | 6           |
| Stéfanos Tsitsipás              | 7           |
| Fabio Fognini                   | 11          |
| reserve                         |             |
| Roberto Bautista Agut           | 10          |

| Team Wereld                      | Team Wereld |
| -------------------------------- | ----------- |
| Aanvoerder: John McEnroe         |             |
| Vice-aanvoerder: Patrick McEnroe |             |
| Speler                           | Rang        |
| John Isner                       | 20          |
| Milos Raonic                     | 24          |
| Nick Kyrgios                     | 27          |
| Taylor Fritz                     | 30          |
| Denis Shapovalov                 | 33          |
| Jack Sock                        | 208         |
| reserve                          |             |
| Jordan Thompson                  | 53          |

Rangnoteringen gebaseerd op de ATP-ranglijst van 16 september 2019. De Zuid-Afrikaan Kevin Anderson werd vervangen door de Amerikaan Taylor Fritz.

## Wedstrijden
Op dag één zijn de wedstrijden één punt waard, op dag twee zijn de wedstrijden twee punten waard en op de laatste zijn de wedstrijden drie punten waard. De winnaar is het team dat als eerste dertien punten haalt.
| dag | datum        | wedstrijd   | Team Europa                        | uitslag             | Team Wereld                  | punten | stand |
| --- | ------------ | ----------- | ---------------------------------- | ------------------- | ---------------------------- | ------ | ----- |
| 1   | 20 september | enkelspelen | Dominic Thiem                      | 6-4, 5-7, [13-11]   | Denis Shapovalov             | 1-0    | 1-0   |
| 1   | 20 september | enkelspelen | Fabio Fognini                      | 1-6, 6-7(3)         | Jack Sock                    | 0-1    | 1-1   |
| 1   | 20 september | enkelspelen | Stéfanos Tsitsipás                 | 6-2, 1-6, [10-7]    | Taylor Fritz                 | 1-0    | 2-1   |
| 1   | 20 september | dubbelspel  | Roger Federer - Alexander Zverev   | 6-3, 7-5            | Denis Shapovalov - Jack Sock | 1-0    | 3-1   |
| 2   | 21 september | enkelspelen | Alexander Zverev                   | 7-6(2), 4-6, [1-10] | John Isner                   | 0-2    | 3-3   |
| 2   | 21 september | enkelspelen | Roger Federer                      | 6-7(5), 7-5, [10-7] | Nick Kyrgios                 | 2-0    | 5-3   |
| 2   | 21 september | enkelspelen | Rafael Nadal                       | 6-3, 7-6(1)         | Milos Raonic                 | 2-0    | 7-3   |
| 2   | 21 september | dubbelspel  | Rafael Nadal - Stéfanos Tsitsipás  | 4-6, 6-3, [6-10]    | Nick Kyrgios - Jack Sock     | 0-2    | 7-5   |
| 3   | 22 september | dubbelspel  | Roger Federer - Stéfanos Tsitsipás | 7-5, 4-6, [8-10]    | John Isner - Jack Sock       | 0-3    | 7-8   |
| 3   | 22 september | enkelspelen | Dominic Thiem                      | 5-7, 7-6(3), [5-10] | Taylor Fritz                 | 0-3    | 7-11  |
| 3   | 22 september | enkelspelen | Roger Federer                      | 6-4, 7-6(3)         | John Isner                   | 3-0    | 10-11 |
| 3   | 22 september | enkelspelen | Alexander Zverev                   | 6-4, 3-6, [10-4]    | Milos Raonic                 | 3-0    | 13-11 |

2017 · 2018 · 2019  · 2020 · 2021 · 2022 · 2023 · 2024
Grand Slam: Australian Open (m-md) · Roland Garros (m-md) · Wimbledon (m-md) · US Open (m-md)
Landenteams: Davis Cup · Hopman Cup

Continententeams: Laver Cup